# Cratere Melina
Melina  è un cratere sulla superficie di Venere.